# Ironie des Schicksals
Ironie des Schicksals (russisch Ирония судьбы, или С лёгким паром!/ Ironija sudby, ili S ljogkim parom!, eigtl. Ironie des Schicksals oder Mit leichtem Dampf) ist ein sowjetischer Fernsehfilm von Eldar Rjasanow aus dem Jahre 1975. Der Film genießt Kultstatus und gehört so sehr zum russischen Neujahrs-Fernsehprogramm, wie Dinner for One zum deutschen Silvester-Fernsehprogramm.

## Entstehungsgeschichte und Originalfilmtitel
Der Film ist eine Verfilmung des Bühnenstücks Herzlichen Glückwunsch zur Sauna!, oder Es war einmal in einer Neujahrsnacht von Emil Braginski und Eldar Rjasanow, die später auch das Drehbuch schrieben. Das Stück wurde 1969 geschrieben und wurde bis zum Filmdreh bereits erfolgreich in einigen Theatern in der ganzen Sowjetunion aufgeführt; 1972 erschien die DDR-Bühnenfassung als Sauna am Sylvester(-abend), auch Sylvestersauna, die in der DDR wiederum an mehreren Theatern, u. a. in Dresden gespielt wurde.
Mit diesem Film begann im Filmschaffen Eldar Rjasanows eine Periode, in der er Komisches und Ernstes verband, in der er sich dem Melodrama annäherte und sogar der Tragikomödie. In seiner vorherigen filmischen Schaffensperiode hatte Rjasanow seiner Meinung nach Filme gemacht, für die Vorsicht, Autodieb! ein typisches Beispiel war.
Der russische Filmtitel Ирония судьбы, или С лёгким паром! (deutsche Transkription: „Ironija sudby, ili S ljogkim parom!“) bedeutet wörtlich übersetzt „Ironie des Schicksals oder Herzlichen Glückwunsch zur Banja!“. Wobei „S ljogkim parom!“ genau genommen „Mit leichtem Dampf!“ bedeutet, eine im deutschen Sprachraum ungebräuchliche Gratulationsformel nach dem Dampfbad.

## Handlung
Der Spielfilm beginnt mit einer satirischen Zeichentricksequenz über in allen Städten identische Plattenbauten. Regisseur und Animator dieses Teils war Witali Peskow.
Einige Freunde treffen sich in einer Moskauer Banja, um Silvester zu feiern. Es wird Bier und Wodka getrunken, bis alle schließlich betrunken sind, vor allem Schenja, der gerade Nachtschicht hinter sich hat und ohnehin wenig Alkohol gewohnt ist. Das alte Jahr in der Banja ausklingen zu lassen ist ein alter russischer Brauch, um das neue Jahr sauber zu empfangen. Ein wichtiges Utensil für den Saunagang ist der Wenik („Saunarute“).
Später fahren die vier betrunkenen Freunde zum Flughafen, da einer der Freunde am selben Abend nach Leningrad fliegen sollte. Zwei der Freunde, darunter der Held des Films Schenja, schlafen bedingt durch den übermäßigen Alkoholkonsum ein und sind nicht mehr wach zu bekommen. Die übrigen zwei können sich nicht erinnern, wer von den beiden das Flugzeug besteigen sollte. Irrtümlicherweise wird so der völlig betrunkene Schenja, die männliche Hauptfigur des Films, anstelle seines Freundes ins Flugzeug gesetzt.
Er erwacht am Leningrader Flughafen in dem Glauben, nach wie vor in Moskau zu sein und nimmt ein Taxi, um nach Hause zu fahren. Er nennt dem Taxifahrer seine Adresse („3. Straße der Bauarbeiter“, Haus 25, Wohnung 12) und dieser fährt los. Es stellt sich heraus, dass es in Leningrad eine Straße gleichen Namens gibt. Zudem sieht das Neubaugebiet, in das das Taxi Schenja bringt, genau so aus, wie das in Moskau. Bereits in der Einleitungssequenz des Filmes wird mit Zeichentricksequenzen darauf verwiesen, dass die Bauten und Straßennamen überall in der Sowjetunion uniform sind.
Auch passt Schenjas Schlüssel zu der fremden Wohnung, die er – immer noch völlig betrunken – für seine eigene hält. Auch die sozialistische Standard-Inneneinrichtung ähnelt der seiner Moskauer Wohnung, sodass er seinen Irrtum nicht bemerkt und sich schlafen legt.
Kurz darauf kommt Nadja, die weibliche Hauptfigur des Films, die in der Wohnung lebt, nach Hause und findet den ihr völlig unbekannten Mann in ihrem Bett. Sie hält ihn für einen Einbrecher und versucht ihn zu vertreiben. Da er im Schlaf nur abweisend reagiert, weckt sie ihn unsanft mit einer Teekanne voller Wasser. Bevor sie ihn davon überzeugen kann, dass er sich in einer fremden Wohnung befindet und gehen sollte, klingelt Nadjas Verlobter Ippolit an der Tür. Ippolit verdächtigt Nadja, ihn betrogen zu haben, und stürmt empört davon.
Schenja versucht nun schnellstmöglich nach Moskau zurückzukehren, wo seine Verlobte auf ihn wartet. Unglücklicherweise gibt es zu diesem Zeitpunkt vorübergehend keine Flüge nach Moskau. Nach einigem Hin und Her verlieben sich Nadja und Schenja schließlich ineinander.

## Veröffentlichung
Die Erstausstrahlung des Films im sowjetischen Fernsehen erfolgte am 1. Januar 1976. Direkt danach trafen die Telegramme begeisterter Zuschauer im Minutentakt beim Sender ein. Bis zur ersten Wiederholung des Films am 7. Februar hatten Zehntausende Bürger der Sowjetunion ein Telegramm oder einen Brief geschickt. Der Film wurde auch im Kino gespielt, mit einer reduzierten Zahl von 295 Kopien und ca. 7 Millionen Zuschauern.
Ironie des Schicksals ist auch ein Musikfilm. Immer wieder greifen die Protagonisten zur Gitarre und stimmen Lieder an. Dabei wurden Verse von bekannten Dichtern der Sowjetunion vertont, so etwa von Marina Zwetajewa, Boris Pasternak, Bella Achmadulina, Wladimir Kirschon, Jewgeni Jewtuschenko, Michail Lwowski, Alexander Aronow und Alexander Kotschetkow (ohne Musik vorgelesen). Für die deutsche Fassung des Films (Premiere am 31. Oktober 1976 im 1. Programm des Fernsehens der DDR) wurden Lieder und Gedichte von Boris Brainin (Sepp Österreicher) nachgedichtet.

## Sonstiges
- Die Polin Barbara Brylska hat zwar den gesamten Text auf Russisch gesprochen und gesungen, wurde wegen ihres polnischen Akzents im Film jedoch von Walentina Talysina synchronisiert. Dabei spielt Talysina auch eine Rolle im Film (Walja, die Freundin von Nadja). Deswegen spricht sie in zwei Szenen quasi mit sich selbst.
- Alla Pugatschowa und Sergei Nikitin, welche die Lieder statt der Darsteller Barbara Brylska und Andrei Mjagkow gesungen haben, sind nicht in den Credits erwähnt.
- Eldar Rjasanow hat wie in allen seinen Filmen einen Cameo-Auftritt: Er spielt einen entnervten Passagier im Flugzeug, der den betrunkenen Schenja Lukaschin versucht, von sich fernzuhalten. In der Fortsetzung unter der Regie von Timur Bekmambetow, Ironija Sudby. Prodolschenije, wiederholte Rjasanow seinen Gastauftritt als entnervter Passagier – diesmal mit Konstantin Chabenski in der Rolle des Kostja.
- Die Dreharbeiten fanden im Plattenbau in Moskau am Wernadski-Prospekt 125 statt. Das Leningrader Haus wurde in Wirklichkeit in der Nachbarschaft, am Wernadski-Prospekt 113, gedreht. Obwohl die beiden Häuser die typischen Standardplattenbauten der Sowjetunion darstellen sollen, gehörten sie in Wirklichkeit zu einem Experimentalprojekt.
- Das Haus unter Wernadski-Prospekt 125, wurde bereits 1970 von Vittorio De Sica im Film Sonnenblumen gefilmt – in der gleichen Einstellung wie in Ironie des Schicksals.
- Beim ersten Besuch von Ippolit bei Nadja läuft im Fernsehen der Film Solomennaja Schljapka von 1974. Unter anderem taucht dort Ljudmila Gurtschenko auf, die zuvor in vielen Filmen von Eldar Rjasanow mitspielte. In Ironie des Schicksals gab es für sie keine Rolle, dennoch hat der Regisseur eine Möglichkeit gefunden, sie im Film auftreten zu lassen.
- Eine Legende lautet, dass der Satz „Jetzt kommt Warmes“ [Wasser] improvisiert wurde. Beim Dreh dieser Einstellung soll aus dem Wasserhahn tatsächlich unerwartet warmes Wasser gelaufen sein. Das Gleiche soll auch für den Kultsatz aus dem Film gelten „Was für Sauerei eure Fischsülze doch ist“ – die Darsteller mussten essen, was in der Kantine von Mosfilm zubereitet wurde.
- Für die Rolle des Schenja Lukaschin war Andrei Mironow vorgesehen. Rjasanow erkannte beim Vorsprechen, dass der charmante Frauenliebling nicht glaubwürdig einen unbeholfenen Intellektuellen verkörpern würde können. Als Ersatz wurde Mironow die Rolle des Ippolit angeboten, er wollte aber keine negative Rolle spielen. Auch Pjotr Weljaminow sprach für die Rolle vor, ihm fehlte allerdings die komödiantische Begabung. Bei der Rolle der Nadja waren Sanftmut und Entschlossenheit gesucht, ein unangenehmes Schicksal hinter einer schönen Erscheinung, ein Gefühl für Humor trotz Seriosität und Taktgefühl bei intimen Szenen. Am Casting nahmen teil: Swetlana Nemoljaewa, Ljudmila Gurtschenko, Antonina Schuranowa, die Schauspielerin des Kirower Schauspielhauses Marina Merimson und Walentina Talysina, die später zumindest Nadjas Stimme im Film beisteuern sollte. Schließlich fiel dem Regisseur die polnische Schauspielerin Barbara Brylska ein, die ihm im Film Anatomie der Liebe (Polen, 1972) aufgefallen war, ein. Es war nicht leicht für den Regisseur, den Künstlerischen Rat davon zu überzeugen, eine ausländische Schauspielerin für eine Hauptrolle zu akzeptieren. Die Rolle des Ippolit sollte ursprünglich mit Oleg Basilaschwili besetzt werden. Ein paar Szenen waren bereits mit ihm gedreht (Basilaschwili ist noch auf dem Foto zu sehen, das Nadja aus dem Schnee aufhebt), da starben binnen kurzer Zeit sowohl der Vater des Mimen als auch dessen Bühnenpartner und enger Freund Yefim Kopeljan. Basilaschwili war nicht imstande, weiterzumachen. Rjasanow wandte sich an Juri Jakowlew, der sofort zusagte. Für die Rolle der Galja bewarben sich mehrere Schauspielerinnen, unter anderem Natalja Gwosdikowa. Aber am Ende fiel die Wahl auf die junge Schauspielerin Olga Naumenko, die so zum Star wurde.[4]

## Auszeichnungen
1977 wurde den folgenden Mitwirkenden am Film der Staatspreis der UdSSR für Ironie des Schicksals verliehen:
- Emil Braginski – Drehbuchautor
- Eldar Rjasanow – Drehbuchautor und Regisseur
- Wladimir Nachabzew – Kamera
- Mikael Tariwerdijew – Filmmusik
- Andrei Mjagkow – als männliche Hauptfigur Schenja Lukaschin
- Barbara Brylska – als weibliche Hauptfigur Nadja Scheweljowa

## Fortsetzung
2007 wurde eine Fortsetzung des Films Ironija Sudby. Prodolschenije gedreht, in der die Hauptdarsteller des ersten Teils Andrei Mjagkow, Barbara Brylska und Juri Jakowlew zurückkehrten als Eltern der neuen Hauptrollen, gespielt von heutigen russischen Stars. Regisseur Eldar Rjasanow lehnte es ab, Regie zu führen. Dies wurde daraufhin vom russischen Starregisseur Timur Bekmambetow übernommen. Die Fortsetzung spielte bisher (bis 28. Januar 2008) allein in Russland umgerechnet 47.639.171 US-Dollar ein und wurde somit zum erfolgreichsten russischen Spielfilm aller Zeiten – bis Stalingrad (2013).

## Remake
Mit dem Film About Fate entstand 2022 ein amerikanisches Remake des Films. Der russische Regisseur Marius Waisberg führte hier Regie. Die equivalenten Rollen wurden von Emma Roberts und Thomas Mann übernommen. In Russland bekam der Film negative Kritik von den überlebenden Originaldarsteller sowie von der Tochter des Regisseurs.